# Middle Frisco, Novi Meksiko
Middle Frisco je popisom određeno mjesto u okrugu Catronu u američkoj saveznoj državi Novom Meksiku. Prema popisu stanovništva SAD 2010. ovdje je živjelo 77 stanovnika. Dio je San Francisco Plaze.

## Zemljopis
Nalazi se na 33°41′42″N 108°45′50″W / 33.6949076°N 108.7640247°W 
Prema Uredu SAD-a za popis stanovništva, zauzima 1,55 km2 površine, od čega 1,41 suhozemne.

## Stanovništvo
Prema podatcima popisa 2010. ovdje je bilo 77 stanovnika, 31 kućanstvo od čega 22 obiteljska, a po rasi bilo je 77,9% bijelaca, 14,3% drugih rasa, 7,8% dviju ili više rasa. Hispanoamerikanaca i Latinoamerikanaca svih rasa bilo je 58,4%.